# Arthur Burns
Arthur Frank Burns (ur. 27 kwietnia 1904 w Stanisławowie, obecnie Iwano-Frankiwsk, zm. 6 czerwca 1987 w Baltimore) – amerykański ekonomista, przewodniczący Rady Doradców Ekonomicznych w latach 1953–1956.
W latach 1970–1978 był przewodniczącym Rady Gubernatorów Systemu Rezerwy Federalnej.